# Otto Rensing
Otto Rensing (ur. 17 lutego 1962 roku w Düsseldorfie) – niemiecki kierowca wyścigowy.

## Kariera
Rensing rozpoczął karierę w wyścigach samochodowych w 1985 roku od startów w Niemieckiej Formule Ford 1600 oraz Formule Ford 1600 Euroseries. Z dorobkiem odpowiednio 233 i 10 punktów uplasował się odpowiednio  na dziewiątej i dziesiątej pozycji w klasyfikacji generalnej. W późniejszych latach pojawiał się także w stawce Niemieckiej Formuły 3, Francuskiej Formuły 3, Europejskiego Pucharu Formuły 3, Formuły 3 Euro Series, Grand Prix Makau, European Touring Car Championship, Porsche 944 Turbo Cup, Brytyjskiej Formuły 3, Formuły 3000, World Sports-Prototype Championship, Grand Prix Monako Formuły 3, Sportscar World Championship, Niemieckiego Pucharu Porsche Carrera, Deutsche Tourenwagen Masters, Renault Spider Europe oraz Peugeot 905 Spider Cup.
W Formule 3000 Niemiec został zgłoszony do wyścigu na torze Autodromo Nazionale Monza w sezonie 1990 z brytyjską ekipą GA Motorsport. Nie zakwalifikował się jednak do wyścigu.
W sezonie 1986 pełnił rolę kierowcy wyścigowego włoskiej ekipy Benetton w Formule 1.